# Onkel Toms Hütte
Onkel Toms Hütte (engl. Uncle Tom’s Cabin) ist ein 1852 veröffentlichter Roman von Harriet Beecher Stowe, der das harte Schicksal einer Reihe afroamerikanischer Sklaven und ihrer Eigentümer in den vierziger Jahren des 19. Jahrhunderts in den Vereinigten Staaten von Amerika schildert.

## Handlung

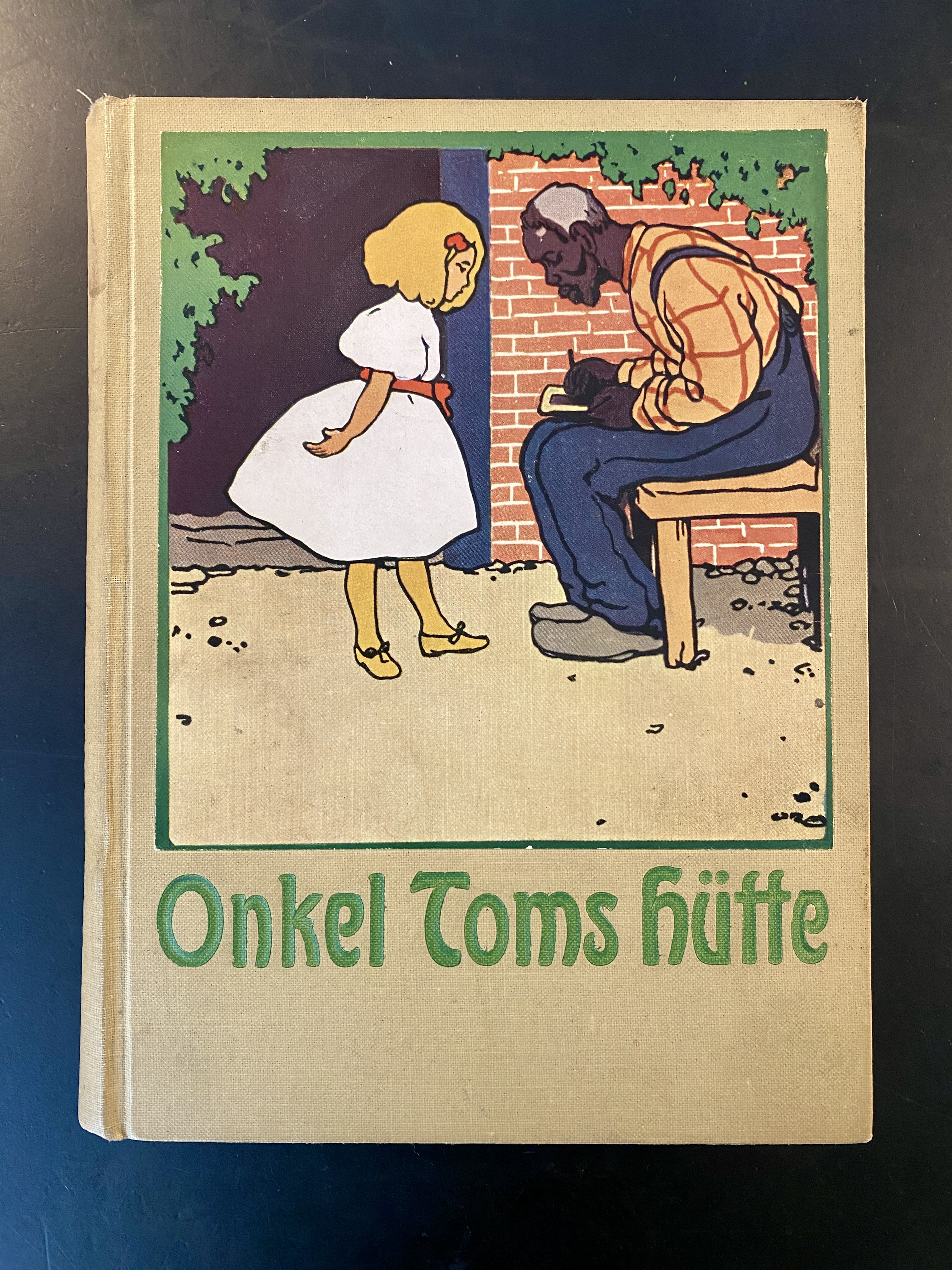
Evangeline übt Schreiben mit Tom. Cover von Willy Plauck, Loewes Verlag, Stuttgart 1906

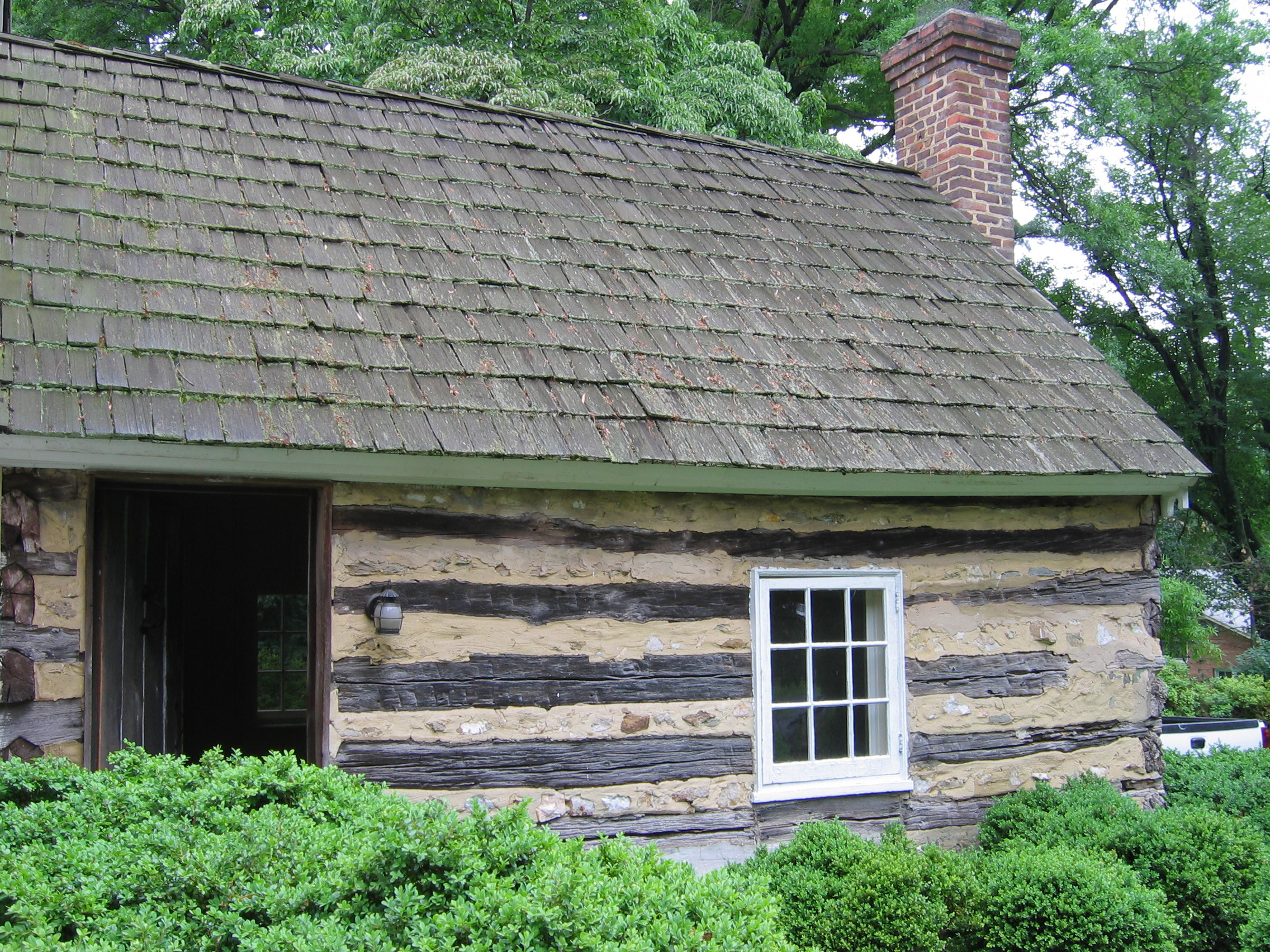
Die Hütte von Josiah Henson in Bethesda (Maryland), dessen Autobiographie Harriet Beecher Stowe zu dem Roman inspirierte

Die Titelfigur Tom (auch Onkel Tom genannt) ist ein Sklave in Kentucky. Sein Herr, Mr. Shelby, und dessen Frau behandeln ihn und die anderen Sklaven der Familie gut. Tom ist als Verwalter der Farm tätig.
Er ist bekennender Christ und leitet regelmäßig die Gottesdienste der Sklaven. Als Tom jedoch aus Geldmangel verkauft werden muss, wird er von seiner Frau und seinen Kindern getrennt und nach New Orleans gebracht. Sein neuer Eigentümer, ein Mr. St. Clare, ist ein gutmütiger, nachsichtiger Lebemann. St. Clares engelhafte Tochter Eva (Evangeline) entwickelt eine innige Freundschaft zu Tom, stirbt aber an Schwindsucht. St. Clare hat sich unter dem Einfluss seiner aus dem Norden stammenden Cousine Ophelia, die ihm den Haushalt führt, zu einem Gegner der Sklaverei entwickelt, bleibt jedoch aus Bequemlichkeit untätig. Schließlich will er Tom freilassen, was aber durch seinen plötzlichen Tod nach einem Messerstich verhindert wird. Seine selbstsüchtige Witwe Marie denkt nicht daran, auf den Verkaufserlös zu verzichten, und so wird Tom auf einer Auktion an Mr. Legree verkauft, der mit äußerster Brutalität eine abgelegene Baumwollplantage betreibt. Als einziger Weißer wohnt er mit einer Sklaven-Mätresse in einem heruntergekommenen Herrenhaus. Geschickt spielt Legree seine Aufseher gegeneinander aus, so dass ein Klima des Misstrauens und der Angst herrscht. Tom ist als weiterer Aufseher vorgesehen, weigert sich aber, jemanden zu schlagen. Stattdessen übt er durch seine ruhige Art und seine praktizierte christliche Nächstenliebe einen positiven Einfluss auf alle aus, was Mr. Legree besonders zuwider ist. Er will Tom durch körperliche Züchtigung brechen und ihn dazu zwingen, seinen christlichen Glauben aufzugeben. Doch Tom widersteht und verzeiht sterbend seinen Peinigern. Mr. Shelbys Sohn George versucht nach dem Tod seines Vaters das Tom gegebene Versprechen einzulösen, ihn zurückzukaufen, kann aber seinen Tod nicht mehr verhindern. Am Grab verspricht er, gut für Toms Familie zu sorgen. Daraufhin lässt er seine Sklaven in Kentucky frei, um sie gegen Bezahlung in seinen Dienst zu nehmen.
Parallel dazu wird die Geschichte der Sklavin Eliza, die aus demselben Haushalt wie Tom stammt, ihres Mannes George Harris und ihres Sohnes Harry erzählt, denen mit Hilfe von Quäkern die Flucht nach Kanada gelingt. Dort treffen sie auf Georges Schwester und Elizas Mutter, die beide ebenfalls auf unterschiedlichen Wegen der Sklaverei entronnen sind, und gehen zunächst nach Frankreich, wo George studiert. Danach wandert die ganze Familie nach Liberia aus, um beim Aufbau des afrikanischen Staates, der als Zufluchtsstätte für ehemalige Sklaven gegründet wurde, zu helfen.
Toms Hütte in Kentucky bleibt unbewohnt, als Mahnmal an die Zurückgebliebenen und die künftigen Generationen: „Folgt alle im Gedächtnis an ihn seinem Beispiel: Seid ehrlich, treu und christlich, wie er es war, und gedenkt eurer Freiheit jedes Mal, wenn ihr Onkel Toms Hütte seht!“

## Ziele und Form
Im Vorwort zur englischsprachigen Erstausgabe des Romans erläutert Stowe, dass „diese Skizzen Sympathie und Mitgefühl für die aus Afrika stammenden Menschen auslösen sollen, die unter der amerikanischen Bevölkerung leben. Sie sollen die Missetaten und den Kummer zeigen, die das unnötig grausame und ungerechte System ihnen zufügt, das alle Versuche von wohlgesinnten Menschen, die ihnen Gutes tun wollen, verhindert.“ Mit dieser Aussage bezieht Stowe zu einem US-amerikanischen Bundesgesetz des Jahres 1850 Stellung, dem zweiten sogenannten Fugitive Slave Act. Das Gesetz baute auf den ersten Fugitive Slave Act auf, der 1793 verabschiedet worden war, und räumte noch größere Freiheiten in Bezug auf das Einfangen bzw. Zurückführen geflüchteter Sklaven ein. Insbesondere die Nordstaaten der USA, von denen einige die Sklaverei bereits abgeschafft hatten, wurden durch das neue Gesetz gezwungen, entlaufene Sklaven an ihre Besitzer in den Südstaaten zurückzubringen. Des Weiteren wurde bestimmt, dass Fluchthelfer stärker bestraft werden sollten und unter anderem zu einer Gefängnisstrafe verurteilt werden konnten.
Die Autorin hat die feste Absicht, den Schaden, den die Seelen sowohl der Sklaven als auch der Sklavenhalter nehmen, mit dramatischen Mitteln darzustellen, und ebenso zieht sich ein warnender, ermahnender Ton durch den gesamten Text. Manchmal ist die Erzählerin allwissend, dann wieder bezeugt sie – unter Verwendung der Pluralform – selbst erlebte Geschehnisse oder solche, von denen ihr persönlich berichtet wurde. Gelegentlich wendet sie sich direkt an ihre Leserinnen und Leser und appelliert an ihre Gefühle und ihr christliches Moralempfinden. Ihre Erzählweise ist „einfach und entwaffnend, mit atemberaubendem Selbstvertrauen trifft sie pauschale Annahmen über Lebensumstände, Temperament von Männern und Frauen, in der Rasse begründete Wesensart und den lebendigen Gott“. Letztere werden häufig mit Bibelzitaten untermauert.

## Publikationsgeschichte und Rezeption

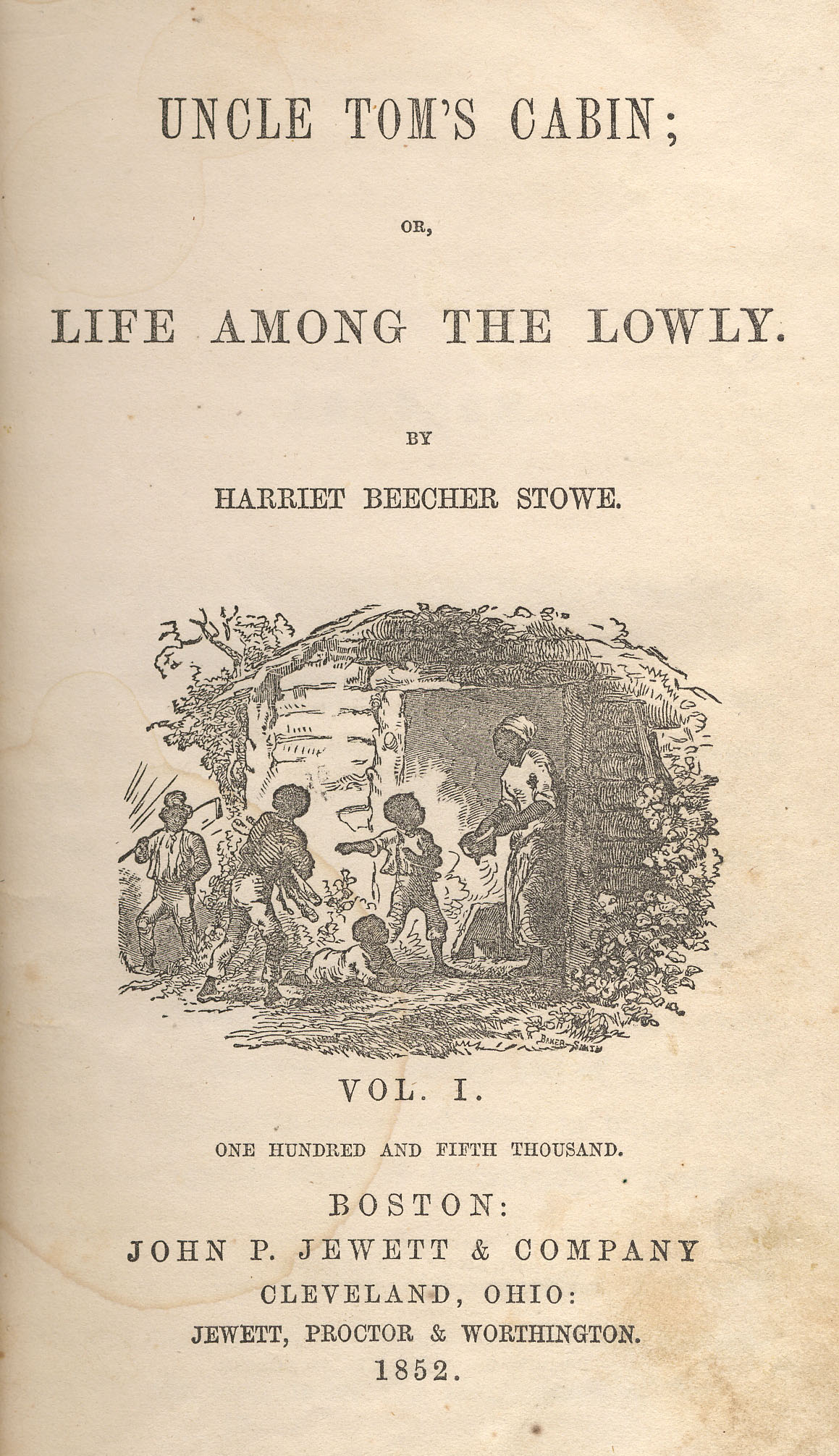
Titelblatt der Erstausgabe

Im März 1851 schrieb Harriet Beecher Stowe an Gamaliel Bailey, den Herausgeber der Zeitschrift The National Era, und schlug ihm eine Art Fortsetzungsroman in Form von kurzen Geschichten vor, die das harte und unglückliche Leben in der Sklaverei schildern sollten. In dieser Zeitschrift, einem Organ der Sklavereigegner, erschien der Roman ab dem 5. Juni 1851 unter dem Titel Uncle Tom’s Cabin; or, Life Among the Lowly.
Getrieben von ihren Beobachtungen, Erfahrungen und ihrem Glaubenseifer verfasste die Autorin jede Woche eine Fortsetzung. In der Ausgabe vom 1. April 1852 erschien die letzte Folge. Ursprünglich endete die Geschichte bereits mit dem Tod der Titelfigur, aufgrund von Leserbriefen verfasste Beecher Stowe aber noch vier weitere Kapitel. Bailey honorierte die Verfasserin mit dreihundert Dollar. Bereits vor Abschluss dieses Romans hatte sich der Verleger John P. Jewett aus Boston für die Buchrechte interessiert. Am 20. März 1852 wurde der Roman noch vor den beiden letzten Fortsetzungen in einer Auflage von 5000 Stück als Buch herausgegeben und war innerhalb von 48 Stunden vergriffen. Im selben Jahr erreichten die Verkaufszahlen in den Vereinigten Staaten 300.000 Stück, in England wurden eine Million Exemplare verkauft, außerdem entstanden deutsche, niederländische, flämische, französische, spanische, italienische und schwedische Übersetzungen. Die frühesten deutschen Ausgaben erschienen 1852 gleichzeitig in mehreren renommierten Verlagen. Das Werk Onkel Toms Hütte erhielt dabei unterschiedliche Untertitel: Eine Negergeschichte (1852), oder Sklaverei im Lande der Freiheit (1852), oder die Geschichte eines christlichen Sklaven (1852) oder Negerleben in den Sklavenstaaten von Nordamerika (1853).
Harriet Beecher Stowe benutzte als eine wichtige Quelle für ihren Roman die Memoiren von 1849 des Methodistenpredigers Josiah Henson (1789–1883), eines Abolitionisten und früheren US-amerikanischen Sklaven. Henson war 1830 mit seiner Familie und der Hilfe der Underground Railroad von Kentucky nach Kanada geflüchtet. Er lebte und wirkte in Dresden in Ontario als Farmer, Müller, Kirchenältester, Gründer der Siedlung Dawn und des British American Institute, das mittellosen und ungebildeten befreiten Sklaven zu Bildung und Arbeit verhalf. Für Stowe waren Hensons Aufzeichnungen die Bestätigung, dass es Menschen wie ihre fiktiven Romanfiguren tatsächlich gab.
In den USA kam es zu einer Reihe von Bearbeitungen für das Theater, auf deren Stil Harriet Beecher Stowe keinen Einfluss nehmen konnte. Dennoch blieb die Bühnenfassung in den nächsten 80 Jahren eines der erfolgreichsten Stücke in der Geschichte des amerikanischen Theaters. Nach Schätzungen waren allein in den 1890er Jahren rund einhundert Ensembles mit dem Stück auf Tournee.
1853 veröffentlichte Beecher Stowe ein zweites Buch: A Key to Uncle Tom’s Cabin. Dort brachte sie Belege für ihre Darstellungen und reagierte auf ihre zahlreichen Kritiker, die nach dem Erscheinen von Onkel Toms Hütte auf den Plan traten. In den Jahren bis zum Ausbruch des Bürgerkrieges 1861 erscheinen allein 27 Romane, die sich mehr oder weniger als „Anti-Onkel-Tom-Romane“ verstehen lassen.
Der Abraham Lincoln zugeschriebene Satz, mit dem er Harriet Beecher Stowe während des Bürgerkrieges 1862 empfangen haben soll („So this is the little lady who started this big war.“, übersetzt „Das ist also die kleine Dame, die diesen großen Krieg begonnen hat.“), ist historisch nicht gesichert. Fest steht jedoch, dass Onkel Toms Hütte Abolitionisten wie John Brown den Weg ebnete.
Während das Buch in Deutschland sehr beliebt ist, erfährt es in den USA seit langem ganz unterschiedliche Reaktionen. Es erfuhr Kritik aufgrund der von vielen als zu kindlich und unterwürfig bezeichneten Darstellung der Sklaven und wurde so zum Gegenstand des Onkel-Tom-Syndroms. Einerseits schätzte beispielsweise der entflohene Sklave und Schriftsteller Frederick Douglass dieses Werk sehr. Die protestantische American Missionary Association lobte 1892 Harriet Beecher Stowe, dass sie mehr als jede lebende Person dafür getan habe, das Gewissen der Amerikaner für die Sünde der Sklaverei zu wecken und die Emanzipation „dieser Rasse“ zu fördern. Andererseits gilt Uncle Tom („Onkel Tom“) vielerorts sogar als Schimpfwort. Der afroamerikanische Schriftsteller James Baldwin kritisierte den Roman 1949 als selbstgerecht und mit moralisch überlegener Sentimentalität geschrieben. Der militante Bürgerrechtler Malcolm X bezeichnete den gewaltfreien Bürgerrechtler Martin Luther King abschätzig als „Onkel Tom“.
US-Touristen sind häufig überrascht, wenn sie in Berlin eine Siedlung namens Onkel Toms Hütte sowie den U-Bahnhof Onkel Toms Hütte vorfinden. Dies ist auf ein an der früheren Zehlendorfer Spandauer Straße gelegenes Waldgasthaus zurückzuführen, das 1884 eröffnet und 1978 abgerissen wurde. Dessen erster Wirt namens Thomas soll ein großer Verehrer von Stowes Werken gewesen sein und es deshalb doppeldeutig Onkel Toms Hütte genannt haben, was dann auf die von 1926 bis 1931 erbaute Siedlung und den 1929 errichteten U-Bahnhof und die Siedlung übertragen wurde. Die Umbenennung der Zehlendorfer Spandauer Straße in Onkel-Tom-Straße erfolgte im April 1933.

## Verfilmungen
Bereits 1903 – nach anderen Quellen 1907 – wurde das Buch verfilmt, auch 1911, 1914 sowie 1927, jeweils als Stummfilm.
1964 wurde der Roman dann erstmals als Tonfilm in einer deutsch-italienischen Co-Produktion mit John Kitzmiller in der Titelrolle und O. W. Fischer, Michaela May und Herbert Lom in weiteren Rollen verfilmt. Eine weitere Verfilmung aus den Vereinigten Staaten mit Avery Brooks in der Titelrolle wurde 1987 als Fernsehfilm veröffentlicht.

## Hörspiele
Der Stoff wurde mehrfach deutschsprachig als Hörspiel vertont. Die Schallplattenfirma Ariola-Eurodisc brachte 1972 eine Fassung in der Bearbeitung von Herbert Hennies auf den Markt. Die Regie hatte Benno Schurr, die Hauptrolle sprach Kurt Ebbinghaus. Die EUROPA brachte ebenfalls 1972 eine Hörspielfassung des Buches heraus, in der die Nebenhandlung um die Sklavin Eliza nicht berücksichtigt wurde. Die Hauptrolle sprach Franz-Josef Steffens. In der DDR wurde das Stück schon 1968 von Andreas Bauer für Litera, das Schallplattenlabel für Sprechaufnahmen, als Hörspiel bearbeitet. Die Hauptrolle sprach Eberhard Mellies, weitere Rollen wurden von Ursula Figelius, Roman Kretschmer, Dieter Unruh, Anneliese Matschulat, Gerd Micheel, Horst Ziethen, Hans Rohde, Ralph Borgwardt und Peter Bause gesprochen.

## Ausgaben

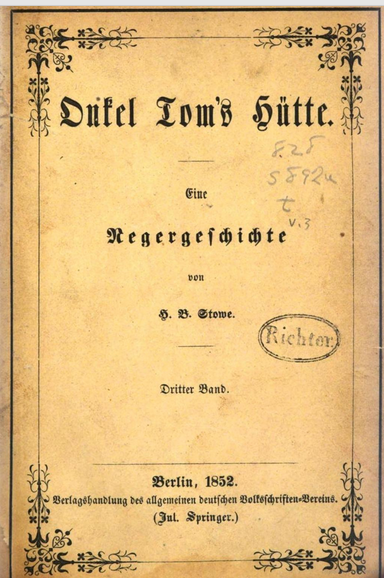
Onkel Toms Hütte, Band 3, 1852 bei Julius Springer

- Erstausgabe auf Deutsch: Harriet Beecher Stowe: Onkel Toms Hütte: Eine Negergeschichte. Übersetzung von Wilhelm Eduard Drugulin. Band 3 in der Verlagshandlung des Allgemeinen Deutschen Volksschriften-Vereins (des Julius Springer), Berlin 1852, 203 Seiten, gedruckt bei Moritz Katz (Gebr. Katz) in Dessau (Digitalisat).[19][20]
- Harriet Beecher Stowe: Onkel Toms Hütte. Anaconda, Köln 2013, ISBN 978-3-7306-0036-8.